# Paula Wolf-Kalmarová
Paula Wolf-Kalmarová (německy Paula Kalmar-Wolf; 11. dubna 1880, Záhřeb – 29. září 1931, Vídeň) byla rakouská šachová mistryně, která se narodila v Agramu, což byl tehdejší rakouský název Záhřebu.
Obsadila 5. místo v roce 1924 v Meranu na neoficiálním ženském mistrovství Evropy v šachu. Následně se zúčastnila dvoukolového šachového meziměstského zápasu Londýn - Vídeň tříčlenných ženských družstev, kde reprezentovala Vídeň. Celkem třikrát se zúčastnila turnaje o mistryni světa v šachu žen, kde obsadila dvakrát druhé a jednou třetí místo. Zemřela v roce 1931 ve Vídni.

## Výsledky na MS v šachu žen
| Rok  | Turnaj                           | Místo   | Výsledek | Pořadí |
| 1927 | 1. mistrovství světa v šachu žen | Londýn  | +6 -3 =2 | 3.     |
| 1930 | 2. mistrovství světa v šachu žen | Hamburk | +5 -2 =1 | 2.     |
| 1931 | 3. mistrovství světa v šachu žen | Praha   | +4 -4 =0 | 2.     |